# Sovjetunionens Helt
Sovjetunionens Helt (russisk: Герой Советсково Союза) var en orden som blev tildelt i Sovjetunionen. Den var landets højeste udmærkelse og blev tildelt for heroisk indsats for stat og samfund. Ærestitlen blev indstiftet 16. april 1934, mens det medfølgende ordenstegn, omtalt som Den Gyldne Stjerne, blev indført 1. august 1939 ved beslutning fattet af Den Øverste Sovjets Præsidium. Ordenen blev afskaffet efter Sovjetunionens sammenbrud i 1991.
Leninordenen blev sædvanligvis også tildelt dem som blev udnævnt til Sovjetunionens Helt. Disse blev ofte også hædret med en byste opsat på sit hjemsted og med en indgraveret plade opsat i Kreml.

## Inddeling
Ordenen bestod af en enkelt klasse.

## Insignier
Ordenstegnet for udmærkelsen Sovjetunionens Helt bestod af en femtakket, mangesidet, guldstjerne ophængt i et rødt bånd. Bagsiden af stjernen bærer en variant af ordenens navn: Geroj SSSR. Stjernen er et udbredt motiv i sovjetisk symbolik og var blandt andet at finde i Sovjetunionens flag. Ordensbåndets farve har sit ophav i arbejderbevægelsens og socialismens røde flag.

## Tildeling
Udmærkelsen Sovjetunionens Helt kunne tildeles både enkeltpersoner, samfund og kollektiver. Ordenen kunne tildeles posthumt. Fra 1973 til 1988 kunne ordenen også tildeles samme modtager gentagne gange. Ordenen blev også tildelt udlændinge. 
Til sammen blev der foretaget 12.745 udnævnelser til Sovjetunionens Helt, de fleste af disse for indsats under 2. verdenskrig. Blandt krigshelte som blev udnævnt til Sovjetunionens Helt en gang er Jakov Pavlov og Vasilij Zajtsev. Centrale politikere fik også udmærkelsen, blandt dem Lavrentij Berija. Senere blev udmærkelsen også tildelt kosmonauter, blandt dem Jurij Gagarin og Valentina Teresjkova. Blandt dem som fik ordenen tildelt to gange var Josef Stalin, Ivan Konev, Konstantin Rokossovskij, Vasilij Tjujkov og Aleksandr Vasiljevskij. Dmitrij Ustinov var en af dem som fik ordenen tre gange. To personer, marskal Georgij Zjukov og generalsekretær Leonid Brezjnev, modtog som de eneste ordenen hele fire gange. De som blev udråbt til Sovjetunionens Helt gentagne gange, bar også flere ordenstegn.
Under krigen i Afghanistan blev der 1980–1989 foretaget 65 udnævnelser til Sovjetunionens Helt. 
Tolv byer i Sovjetunionen blev tildelt udmærkelsen og bar derefter betegnelsen heltebyer. Disse blev tildelt udmærkelsen på baggrund af bysamfundenes heltemodige indsats under 2. verdenskrig. De tolv byer er: Leningrad, Stalingrad, Odessa, Sevastopol, Moskva, Kijev, Novorossijsk, Kertj, Minsk, Tula, Murmansk og Smolensk. Fortet ved Brest i Hviderusland blev også tildelt udmærkelsen og bar titlen heltefort.
Kendte udenlandske modtagere af ordenen er Gamal Abdel Nasser, Ahmed Ben Bella, Fidel Castro, Gustáv Husák, Erich Honecker og János Kádár.